# Liste der Naturschutzgebiete im Landkreis Havelland
Im Brandenburger Landkreis Havelland gibt es 26 Naturschutzgebiete (Stand Februar 2017).
| Name des Gebietes              | Bild                           | Kennung | WDPA   | Landkreis / Stadt                                 | Beschreibung / Bemerkungen | Standort | Fläche in Hektar | Datum der Verordnung   |
| ------------------------------ | ------------------------------ | ------- | ------ | ------------------------------------------------- | -------------------------- | -------- | ---------------- | ---------------------- |
| Bredower Forst                 |                                | 1126    | 14398  | Landkreis Havelland                               |                            | Position | 250,87           | 26.06.1978             |
| Buckower See und Luch          |                                | 1221    | 318261 | Landkreis Havelland                               |                            | Position | 152,79           | 08.07.1998             |
| Döberitzer Heide               | weitere Bilder                 | 1401    | 162766 | Landkreis Havelland, Stadt Potsdam                |                            | Position | 3414,53          | 17.12.1997             |
| Falkenrehder Wublitz           |                                | 1504    | 318381 | Landkreis Havelland                               |                            | Position | 97,62            | 05.06.2002             |
| Ferbitzer Bruch                |                                | 1141    | 163045 | Landkreis Havelland, Stadt Potsdam                |                            | Position | 1156,36          | 12.10.1996             |
| Friesacker Zootzen             |                                | 1085    | 163154 | Landkreis Havelland, Landkreis Ostprignitz-Ruppin |                            | Position | 29,25            | 01.05.1961             |
| Gollenberg                     |                                | 1093    | 163280 | Landkreis Havelland                               |                            | Position | 58,13            | 27.02.1996             |
| Görner See                     |                                | 1100    | 163288 | Landkreis Havelland                               |                            | Position | 228,24           | 12.10.1996             |
| Gräninger See                  |                                | 1123    | 14397  | Landkreis Havelland                               |                            | Position | 137,71           | 19.10.1967             |
| Große und Kleine Jahnberge     |                                | 1097    | 163347 | Landkreis Havelland                               |                            | Position | 20,44            | 19.10.1967             |
| Großes Fenn                    |                                | 1131    | 163370 | Landkreis Havelland                               |                            | Position | 83,72            | 10.10.1995             |
| Grünauer Fenn                  |                                | 1128    | 163398 | Landkreis Havelland                               |                            | Position | 10,56            | 10.10.1995             |
| Gülper See                     | weitere Bilder                 | 1091    | 14395  | Landkreis Havelland                               |                            | Position | 1205,25          | 01.07.2010, 01.10.2010 |
| Havelländisches Luch           |                                | 1124    | 329418 | Landkreis Havelland, Landkreis Potsdam-Mittelmark |                            | Position | 5529,95          | 01.07.2004             |
| Ketziner Havelinseln           | Ketzin im Abendlicht, Luftbild | 1154    | 318646 | Landkreis Havelland, Landkreis Potsdam-Mittelmark |                            | Position | 237,55           | 12.03.2003             |
| Lindholz                       | weitere Bilder                 | 1101    | 14396  | Landkreis Havelland                               |                            | Position | 112,13           | 26.06.1978             |
| Mögeliner Luch                 |                                | 1155    | 318798 | Landkreis Havelland                               |                            | Position | 82,24            | 13.03.1998             |
| Pritzerber Laake               | weitere Bilder                 | 1133    | 165044 | Landkreis Havelland, Landkreis Potsdam-Mittelmark |                            | Position | 511,34           | 17.03.1986             |
| Puhlsee                        |                                | 1117    | 165050 | Landkreis Havelland                               |                            | Position | 68,07            | 10.05.1997             |
| Riesenbruch                    |                                | 1563    | 82419  | Landkreis Havelland                               |                            | Position | 297,04           | 04.07.2003             |
| Rodewaldsches Luch             |                                | 1122    | 165197 | Landkreis Havelland                               |                            | Position | 139,35           | 21.06.1997             |
| Seeburger Fenn - Sümpelfichten |                                | 1561    | 319101 | Landkreis Havelland, Stadt Potsdam                |                            | Position | 98,34            | 08.05.2002             |
| Teufels- oder Rhinsberg        |                                | 1104    | 319205 | Landkreis Havelland                               |                            | Position | 4,63             | 01.05.1961             |
| Trittsee-Bruchbach             |                                | 1198    | 319222 | Landkreis Havelland                               |                            | Position | 70,51            | 13.02.1998             |
| Untere Havel Nord              |                                | 1086    | 329682 | Landkreis Havelland                               |                            | Position | 4706,81          | 01.07.2004             |
| Untere Havel Süd               | weitere Bilder                 | 1121    | 389986 | Landkreis Havelland                               |                            | Position | 3933,37          | 14.10.2009             |